# Радован Павелич
Радован Павелич (сербохорв. Radovan Pavelić) — югославський футболіст, що грав на позиції нападник.
Виступав за клуб «Конкордія» (Загреб). Чемпіон Югославії.

## Клубна кар'єра
Виступав у складі загребського клубу «Конкордія». В 1930 році виграв з командою перший в її історії титул чемпіона Югославії. Для потрапляння до фінального турніру клуб посів друге місце у  чемпіонаті Загреба, а потім у кваліфікації переміг «Ілірію» з Любляни. У фінальній шістці «Конкордія» набрала 15 очок, на два випередивши «Югославію» і «Хайдук». На рахунку Радована Павелича 10 матчів і 4 голи у фінальному турнірі і два матчі і один гол у кваліфікації. В складі «Конкордії» виступали також два брати Радована — Нікола і Іван.
У 1931 році став з командою срібним призером чемпіонату, зігравши у фінальному турнірі 4 матчі.
В фінальному турнірі чемпіонського сезону 1932 року Радован жодного матчу не зіграв. Але зіграв 4 матчі і забив 1 гол у сезоні 1933 року, у якому команда посіла лише сьоме місце.
В 1934 року був учасником так званого Кубка семи — турніру, який організували 7 провідних клубів Югославії, як альтернативу національному чемпіонату, який у сезоні 1933/34 не був проведений через те, що клуби не досягли згоди щодо формату його проведення. «Конкордія» у цьому змаганні посіла четверте місце.
По одному матчі в чемпіонаті зіграв у сезонах 1935 і 1937 років. Загалом у фінальному турнірі чемпіонату Югославії зіграв 20 матчів і забив 5 голів.

## Титули і досягнення
- Чемпіон Югославії (1):

«Конкордія»: 1930
- Срібний призер чемпіонату Югославії (1):

«Конкордія»: 1931